# Bic
Société Bic és una companyia amb seu a Clichy-sur-Seine (França), fundada el 1945 pel baró Marcel Bich i coneguda per la fabricació de productes d'un sol ús, incloent-hi bolígrafs, encenedors, màquines d'afaitar, imants i productes per a esports d'aigua. Competeix en la majoria dels mercats amb Faber-Castell, Global Gillette, Newll Rubbermaid i Stabilo. El bolígraf Bic, concretament el Bic Cristal, va ser el primer producte de la companyia i setanta anys més tard encara és sinònim del terme Bic.
Bic ven a tot el món més de catorze milions d'unitats anuals del seu producte estrella, el Bic Cristal, que l'any 2002 va ser inclòs a la col·lecció permanent del Museu d'Art Modern de Nova York com un dels productes industrials més reeixits de la història.
La companyia va començar a cotitzar en borsa el 1958. La família Bich té aproximadament el 40% de les accions de Bic i controla el 55% del vot. El juny del 2010, Bic va vendre la seva divisió de productes funeraris a Prairie Capital, una companyia privada amb seu a Chicago.
Els anys 60 i 70, Bic va patrocinar un equip de ciclisme professional liderat pels guanyadors del Tour de França Jacques Anquetil i Luis Ocaña.

## Productes
- Articles d'escriptori (bolígrafs, llapis, marcadors): 50 %
  - Bolígrafs:
    - Bic Cristal: Bolígrafs originals de la marca amb punta de 1,0mm i de carcassa transparent. De color blau, negre, vermell i verd.
    - BiC Cristal UP: Bolígrafs de carcassa blanca opaca amb marques d'algun color concret de punta de 1,2mm. De color blau, negre, vermell, verd, turquesa, lila, rosa i verd llima.
    - BiC Cristal Soft: Bolígrafs de punta de 1,2mm de color blau, negre, vermell i verd.
    - BiC Cristal Original Fine: Bolígrafs de carcassa taronja transparent de punta de 0,8mm i de color blau, negre, vermell i verd.
    - BiC Orange Fine: Bolígrafs de punta de 0,8mm de carcassa opaca taronja. De color blau, negre, vermell i verd.
    - BiC Cristal Exact: Bolígrafs de punta de 0,7mm de carcassa transparent. De color blau i negre.
    - BiC Multicolor: Bolígrafs de punta de 1,6mm que inclouen els BiC Large (de color blau, negre, vermell i verd), BiC Fun (de color turquesa, lila, rosa, verd llima i taronja), groc i taronja fluorescents, daurat, verd turquesa, marró i vermell-porpra.
    - BiC Cristal Grip: Bolígrafs BiC Cristal però amb el tap transparent i un coixinet per als dits a la zona propera a la punta del bolígraf.
    - BiC Cristal Re'New: Bolígrafs de carcassa metàl·lica platejada de punta de 1,0mm recarregables. De color blau, negre i vermell.
    - BiC Stylus: Bolígrafs de carcassa semitransparent de punta de 1,0mm i que conté una punta dissenyada per a la utilització de dispositius tàctils. De color blau i negre
    - BiC Celebrate Cristal Shine: Bolígrafs d'edició limitada en commemoració dels 60 anys de BiC. De carcassa opaca daurada (color blau) i platejada (color negre).
    - BiC Cristal Collection: Bolígrafs BiC originals amb estampats de 4 tipus diferents dins la carcassa transparent. De color blau i negre.
- Encenedors: 25 %
- Màquines d'afaitar: 19 %
- Articles recreatius nàutics (caiacs, piragües, etc.): 5 %
- Articles varis, com electrònica: 1 %